# The Reef - Amici per le pinne
The Reef - Amici per le pinne (The Reef: Shark Bait) è un film del 2006 diretto da Howard E. Baker e John Fox.
Il film è prodotto da Digi Art, Wonderworld Studios e FX Digital, ed è uscito in Corea del Sud con il titolo Pi's Story e nel Regno Unito con il titolo The Reef.
Nel 2012 ha avuto un sequel, The Reef - Alta marea.

## Trama
Tay è un piccolo labride che vive felicemente con i genitori nel porto di Boston fino a quando arriva nella zona una barca da pesca. I genitori di Tay lo aiutano a scappare, ma vengono catturati da una rete; poco prima di essere prelevati fuori dall'acqua, la madre si fa promettere dal figlio che avrebbe raggiunto la zia Pearl per andare a vivere con lei nella barriera corallina. Distrutto e solo, Tay si mette così in viaggio assieme all'amico Percy e sua madre Meg, due focene. Passano molti anni e, all'arrivo alla barriera corallina, Tay ed ha acquisito abitudini e capacità tipiche delle focene, come saltare fuori dall'acqua. Giunto nella sua nuova casa, Tay riesce subito a farsi degli amici e si innamora di Rebecca, una dolce pesce angelo molto celebre nel posto poiché è apparsa sulla copertina del National Geographic. Nel frattempo Troy, lo squalo tigre più cattivo e prepotente dell'oceano, arriva nella zona a terrorizzarne i residenti e s'innamora pazzamente di Rebecca, volendo sceglierla come sua nuova compagna. Tay cerca di intervenire ma viene spinto brutalmente dallo squalo e Rebecca gli intima di non intervenire, in quanto Troy è un suo problema. Tay, assieme al cugino il pesce chirurgo pallido Sammy, raggiungono Pearl che, felice di vedere Tay, si rivela essere una chiromante; leggendo il futuro di Tay su una perla rosa appartenuta al defunto padre di Sammy, scopre con sorpresa che Tay è destinato a grandi cose che compirà sicuramente alla barriera corallina.
Tay aiuta Rebecca a liberarsi da un amo da pesca nella quale si era impigliata e lei lo invita a un suo concerto. Successivamente, guardando assieme le stelle, anche Rebecca si innamora di Tay. In quella, però, sopraggiunge Troy che picchia brutalmente Tay, finché Rebecca non accetta di sposarlo a patto che lasci stare Tay. Quest'ultimo viene stordito da Troy e portato via dalla corrente fino a essere trovato da Ulisse, una vecchia e saggia tartaruga caretta praticante di arti marziali. Stufo di Troy, Tay, al risveglio, chiede a Ulisse di insegnargli a difendersi, ma la tartaruga rifiuta poiché pensa che questa sia una battaglia che Tay deve combattere da solo. Il pesce, così, inizia a chiedere aiuto ai vari residenti, ma tutti sono troppo spaventati per aiutarlo. Nel frattempo due scagnozzi di Troy, Bart e Eddie, cercano di rubare una perla ad Ulisse, venendo fermati da Tay e Sammy. Impressionato dalla abilità di Tay, Ulisse accetta di insegnargli le arti marziali.
Nonostante le preoccupazioni di Pearl e le difficoltà generali, Tay riesce bene nei suoi allenamenti, migliorando sempre di più. Ulisse racconta a Tay della sua storia personale, quando perse la moglie a causa di un amo da pesca e come nessuno fosse intervenuto ad aiutarli per paura; Rebecca, scoperto l'incontro imminente, tenta di dissuadere Tay, senza successo. Nel frattempo Bart e Eddie rubano la perla di Pearl, aumentando la determinazione di Tay sul battere Troy.
Successivamente tutti gli amici di Tay decidono di allearsi e di rivoltarsi finalmente contro Troy e i suoi scagnozzi; nella battaglia che ne segue i nemici vengono sconfitti, mentre Tay attira Troy in una rete da pesca, da dove lui riesce a uscirne saltandoci fuori, mentre Troy viene sollevato sopra l'acqua. La popolazione della barriera corallina acclama Tay come un eroe, mentre Ulisse gli regala la perla appartenuta a sua moglie, che avrebbe dato al proprio figlio se ne avesse avuto uno. Tay e Rebecca si baciano celebrando il loro amore, mentre la barriera esulta, compresi Bart ed Eddie, felici di essersi liberati da Troy.

## Doppiaggio
Il doppiaggio italiano è stato eseguito presso lo Studio Asci sotto la direzione di Tonino Accolla, che si è occupato anche dei dialoghi, e l'assistenza di Roberta Schiavon. Mario Frezza e Roberto Moroni sono rispettivamente i fonici di doppiaggi e mixing. Technicolor Sound Services si è occupata della sonorizzazione.

## Colonna sonora
- Wonderful - Mr White Rabbit (R. Paladino, L. Premoli, F. Marin)
- Ancora Tu - Mr White Rabbit (R. Paladino, L. Premoli, F. Marin)

## Accoglienza
Il film ha ricevuto generalmente critiche negative. Sull'aggregatore di recensioni Rotten Tomatoes, The Reef - Amici per le pinne detiene un indice di gradimento del 26% sulla basse di quattro recensioni professionali.